# Шестдесетоъгълник
Шестдесетоъгълникът (също и хексаконтагон) е многоъгълник с 60 страни и ъгли. Сборът на всички вътрешни ъгли е 10440° (58π). Има 1710 диагонала.

## Правилен шестдесетоъгълник
При правилния шестдесетоъгълник всички страни и ъгли са равни. Вътрешният ъгъл е 174°, а външният и централният – 6°.

### Формули
{\displaystyle A=15t^{2}\cot {\frac {\pi }{60}}}
{\displaystyle r={\frac {1}{2}}t\cot {\frac {\pi }{60}}}
{\displaystyle R={\frac {1}{2}}t\csc {\frac {\pi }{60}}}

### Построение
Тъй като 60 = 2² × 3 × 5, т.е. произведение степен на двойката с две различни прости числа на Ферма, правилен шестдесетоъгълник може да бъде построен с линийка и пергел.

### Дисекция
|  |  |  |